# Parafia św. Stanisława w Lekowie
Parafia pw. Świętego Stanisława Biskupa i Męczennika w Lekowie – parafia rzymskokatolicka należąca do dekanatu ciechanowskiego zachodniego, diecezji płockiej, metropolii warszawskiej.
Parafia została erygowana w 1280 roku.  

## Miejsca kultu

### Kościół parafialny
Pierwszy kościół w Lekowie został spalony przez Krzyżaków w 1409 roku. Odbudowany, już po pół wieku wymagał remontu, przetrwał do końca XVI w. Kolejny kościół został zbudowany w latach 1597–1600. Obecna drewniana świątynia wzniesiona została w 1772 roku. Pod koniec XIX w kościół gruntownie przebudowano, dobudowano wtedy również kruchtę. W XX w. prowadzono dalsze remonty.